# 蒂拉普
蒂拉普（西班牙語：Tirapu）是西班牙纳瓦拉的一个市镇。总面积6平方公里，总人口63人（2001年），人口密度11人/平方公里。